# Oncideres bouchardii
Oncideres bouchardii là một loài bọ cánh cứng trong họ Cerambycidae.